# Via Lattea
Via Lattea (literalmente, Vía Láctea en italiano) es el nombre de un conjunto de estaciones de esquí compuesta por cinco localidades piamontesas (Cesana, Claviere, Sansicario, Sauze d'Oulx y Sestriere) y de la localidad francesa de Montgenèvre.
El conjunto o comprensorio dispone de 245 pistas, con una largura total de 405 km. Algunas de estas han albergado las pruebas de esquí de los Juegos Olímpicos de Turín 2006.
Las pistas se desarrollan a una altitud de 1.350 m s. n. m. de Cesana a los 2.800 m de la Motta.